# リヴァーズデイル男爵
リヴァーズデイル男爵（リヴァーズデイルだんしゃく、英: Baron Riversdale）は、アイルランド貴族の爵位。1783年に創設され、1861年に廃絶した。

## 歴史
アイルランド王国の政治家でアイルランド庶民院議員を務めたウィリアム・ハル(1724–1787)は、リチャード・トンソン(1695–1773)の遺産を相続した（『完全貴族要覧』第2版はウィリアムがリチャードの庶子であると推測した）のち、1773年に姓をトンソンに改め、1783年10月13日にアイルランド貴族であるコーク県ラスコーマックのリヴァーズデイル男爵（Baron Riversdale of Rathcormuck, co. Cork）に叙された。その息子にあたる3代男爵ラッドロー・トンソン(1784–1861)はアイルランド国教会の聖職者であり、キラルー・クロンファート主教を務めたが、生涯未婚のまま死去すると、後継者がおらず爵位が廃絶した。
遺産は3代男爵の遺言状に基づきウィリアム・トマス・ジョナス・アルコック＝スターウェル(1850–1907)が相続した。

## リヴァーズデイル男爵（1783年）
- 初代リヴァーズデイル男爵ウィリアム・トンソン（1724年 – 1787年）
- 第2代リヴァーズデイル男爵ウィリアム・トンソン（1775年 – 1848年）
- 第3代リヴァーズデイル男爵ラッドロー・トンソン（1784年 – 1861年）